# HDMI
HDMI (High-Definition Multimedia Interface) je lastniški avdio/video vmesnik za prenos nestisnjenih video podatkov in stisnjenih ali nestisnjenih digitalnih zvočnih podatkov iz izvorne naprave, združljive s HDMI, kot je krmilnik zaslona na združljiv računalniški monitor video projektor, digitalna televizija ali digitalna avdio naprava. HDMI je digitalna zamenjava za analogne video standarde.
HDMI izvaja standarde EIA/CEA-861, ki opredeljujejo video formate in valovne oblike prenos stisnjenega in nestisnjenega zvoka LPCM, pomožne podatke in izvedbe VESA EDID. CEA-861 signali, ki jih prenaša HDMI so električno združljivi s signali CEA-861, ki jih uporablja digitalni vizualni vmesnik (DVI). Pretvorba signala ni potrebna, prav tako ne pride do izgube kakovosti videa, če se uporablja adapter DVI-to-HDMI. Zmogljivost CEC (Consumer Electronics Control) omogoča napravam HDMI, da se med seboj po potrebi nadzorujejo, uporabniku pa upravljanje več naprav z eno ročno daljinsko napravo.
Od prvotne izdaje tehnologije je bilo razvitih in uporabljenih več različic HDMI, vendar vsi uporabljajo isti kabel in konektor. Poleg izboljšanih avdio in video kapacitet, zmogljivosti ločljivosti in barvnega prostora imajo novejše različice dodatne izbirne funkcije, kot so 3D, podatkovna povezava Ethernet in razširitve CEC (Consumer Electronics Control).
Proizvodnja potrošniških izdelkov HDMI se je začela konec leta 2003.

## Zgodovina
Ustanovitelji HDMI so bili Hitachi, Panasonic, Philips, Silicon Image, Sony, Thomson, RCA in Toshiba. Digital Content Protection, LLC ponuja HDCP (ki ga je razvil Intel) za HDMI. HDMI podpira proizvajalce filmov Fox, Universal, Warner Bros. in Disney, skupaj s sistemskimi operaterji DirecTV, EchoStar (Dish Network) in CableLabs. Ustanovitelji HDMI so začeli razvijati HDMI 1.0 16. aprila 2002 s ciljem ustvariti AV priključek, ki je bil združljiv z DVI. Takrat sta se na televizorjih HDTV uporabljala DVI-HDCP (DVI s HDCP) in DVI-HDTV (DVI-HDCP z uporabo video standarda CEA-861-B). HDMI 1.0 je bil zasnovan za izboljšanje DVI-HDTV z uporabo manjšega konektorja in dodajanjem zvočnih zmogljivosti ter izboljšanih zmogljivosti Y′CBCR in nadzornih funkcij potrošniške elektronike. Prvi pooblaščeni preskusni center (ATC), ki testira izdelke HDMI, je Silicon Image odprl 23. junija 2003 v Kaliforniji, ZDA. Prvo ATC na Japonskem je Panasonic odprl 1. maja 2004 v Osaki. Prvo ATC v Evropi je Philips odprl 25. maja 2005 v Caenu v Franciji. Prvo ATC na Kitajskem je Silicon Image odprl 21. novembra 2005 v Shenzhenu. Philips je prvi ATC v Indiji odprl 12. junija 2008 v Bangaloreju. Spletno mesto HDMI vsebuje seznam vseh ATC-jev. Po podatkih In-Stata je bilo leta 2004 prodanih 5 milijonov naprav HDMI, leta 2005 17,4 milijona, leta 2006 63 milijonov in leta 2007 143 milijonov. HDMI je dejansko postal standard za HDTV-je in po podatkih In-Stat je približno 90% digitalnih televizorjev v letu 2007 vključevalo HDMI. In-Stat je ocenil, da je bilo leta 2008 prodanih 229 milijonov naprav HDMI. Osmega aprila 2008 je več kot 850 družb za potrošniško elektroniko in računalnike sprejelo specifikacijo HDMI (sprejemniki HDMI). Sedmega januarja 2009 je družba HDMI Licensing, LLC objavila, da je HDMI dosegel nameščeno bazo z več kot 600 milijoni naprav HDMI. In-Stat je ocenil, da bi leta 2009 prodali 394 milijonov naprav HDMI in da bi vse digitalne televizije do konca leta 2009 imele vsaj en vhod HDMI.
28. januarja 2008 je In-Stat poročal, da naj bi pošiljke HDMI v letu 2008 presegle pošiljke DVI, ki jih je poganjal predvsem trg potrošniške elektronike. Leta 2008 je revija PC Magazine podelila nagrado za tehnično odličnost v kategoriji za domači kino za "inovacijo, ki je spremenila svet", za del specifikacije HDMI za CEC. Nacionalna akademija za televizijsko umetnost in znanost je 7. januarja 2009 desetim podjetjem podelila nagrado Emmy za tehnologijo in inženiring za njihov razvoj HDMI. Ustanovitelji HDMI so 25. oktobra 2011 ustanovili forum HDMI, da bi ustvarili odprto organizacijo, tako da lahko zainteresirana podjetja sodelujejo pri razvoju specifikacije HDMI. Vsi člani foruma HDMI imajo enake glasovalne pravice, lahko sodelujejo v tehnični delovni skupini in, če so izvoljeni, so lahko v upravnem odboru. Število podjetij, ki so dovoljena na forumu HDMI, ni omejeno, čeprav morajo podjetja za podjetja, ki so člani upravnega odbora, plačati letno pristojbino v višini 15.000 ameriških dolarjev in dodatnih 5.000 ameriških dolarjev na leto. Upravni odbor je sestavljen iz 11 podjetij, ki so vsaki dve leti izvoljene s splošnim glasovanjem članov foruma HDMI. Ves prihodnji razvoj specifikacije HDMI poteka na forumu HDMI in temelji na specifikaciji HDMI 1.4b. Istega dne je HDMI Licensing LLC objavil, da je bilo več kot 1100 uporabnikov HDMI in da je bilo od uvedbe standarda HDMI dobavljenih več kot 2 milijardi izdelkov, ki podpirajo HDMI. Od 25. oktobra 2011 je za ves razvoj specifikacije HDMI postal odgovoren novoustanovljeni forum HDMI. 8. januarja 2013 je družba HDMI Licensing, LLC objavila, da je bilo več kot 1300 uporabnikov HDMI in da je bilo od uvedbe standarda HDMI dobavljenih več kot 3 milijarde naprav HDMI. Dan je zaznamoval tudi 10. obletnico izdaje prve specifikacije  *HDMI.

## Poglej tudi
- USB-C

- Sony

- Zunanja naprava